# Pierre Lacau
Pierre Lacau (Brie-Comte-Robert, 25 de noviembre de 1873 - París, 26 de marzo de 1963) fue un egiptólogo y filólogo francés. Fue director de Antigüedades de Egipto desde 1914 hasta 1936, y supervisó el descubrimiento en 1922 de la tumba de Tutankamón en el Valle de los Reyes por Howard Carter.

## Primeros años
Pierre Lacau nació en la comuna francesa de Brie-Comte-Robert, departamento de Sena y Marne. Fue criado y educado en colegios católicos jesuitas, primero siguió estudios de filosofía y después se dedicó a la lingüística y a los estudios egipcios en particular.

## Carrera
Siguió los cursos de Gaston Maspero, tras la primera experiencia de este como director del Museo Egipcio de El Cairo, en la École des Hautes Études y en el Collège de France, apasionándose por la egiptología e ingresando en el Instituto Francés de Arqueología Oriental en 1899. Al año siguiente, en 1900, el propio Maspero lo incorporó a la Comisión Internacional para el Catálogo General del Museo de El Cairo.
En 1912 fue nombrado director del Instituto Francés de Arqueología Oriental, sucediendo a Émile Chassinat, continuando con el trabajo de excavación de nuevas estructuras en Abu Roash, el complejo funerario de Dyedefra al este de las pirámides de Guiza. De 1914 a 1936 dirigió el Servicio de Antigüedades de Egipto, puesto en el que reemplazó a Gaston Maspero, pero que no pudo asumir hasta el final de la Primera Guerra Mundial. Inmediatamente anunció que las concesiones de las excavaciones se limitarían a los representantes de instituciones y sociedades públicas. A continuación, reinterpretó la ley que regulaba la división de los hallazgos para que el Museo Nacional Egipcio pudiera quedarse con todos los hallazgos únicos y entregar al excavador el resto.
Lacau supervisó el descubrimiento de la tumba de Tutankamón en 1922 por los arqueólogos ingleses Howard Carter y Lord Carnarvon en el Valle de los Reyes. Las relaciones con Carter no fueron muy cordiales y se vieron exacerbadas tanto por el monopolio de los derechos de publicación que Lord Carnarvon vendió a The Times, como por la presión del gobierno egipcio, resentido por la falta de participación egipcia en la excavación de Tutankamón. A partir de ese año, adopta la posición de que los objetos descubiertos por Howard Carter en la tumba de Tutankamón permanezcan en Egipto. 
En 1924 Lacau, actuando bajo las órdenes del nuevo ministro de Obras Públicas, prohibió a las esposas del equipo de Howard Carter entrar en la tumba. Carter cerró la tumba en señal de protesta, echó el cerrojo, se negó a entregar las llaves y colocó un aviso explicativo en el Old Winter Palace Hotel de Luxor, incumpliendo así las condiciones de su licencia y cediendo el control total a Lacau.
En 1938 Lacau fue nombrado profesor del Collège de France de París, donde ocupó la cátedra de Egiptología hasta 1947. En 1939 fue elegido miembro de la Academia de Inscripciones y Bellas Letras.

## Publicaciones
- Catalogue général des antiquités égyptiennes du Musée du Caire. Sarcophages antérieurs au Nouvel Empire, El Cairo, Imprimerie de l'Institut Français d'Archéologie Orientale, 1904.
- Con Jean-Philippe Lauer, Fouilles à Saqqarah. La pyramide à degrés. Tome V. Inscriptions à l'encre sur les Vases, Institut français d'archéologie orientale, 1965.
- Pierre Lacau, 1933. Une stèle juridique de Karnak. SASAE 13. El Cairo.[6]
- Pierre Lacau / Henri Chevrier 1956. Une Chapelle de Sésostris Ier à Karnak. I. Cairo.[6]

## En la cultura popular
- Valentine Pelka interpretó a Lacau en el docudrama de la BBC, Egypt, en 2005
- El actor francés Nicolas Beaucaire en el drama de la miniserie de la cadena ITV Tutankhamun, en 2016.
- Howard Carter/Pierre Lacau: l'affaire Toutânkhamon, realizado por Sylvie Deleule, presentado por Annick Cojean, Bo Travail!, 2016